# زیردریایی دوپوی د لومه (کیو۱۰۵)
زیردریایی دوپوی د لومه (کیو۱۰۵) (به انگلیسی: French submarine Dupuy de Lôme (Q105)) یک زیردریایی بود که طول آن ۷۵ متر (۲۴۶ فوت) بود. این زیردریایی در سال ۱۹۱۵ ساخته شد.